# Cikovt
Cikovt (znanstveno ime Turdus philomelos), do 25 cm velika ptica pevka iz družine drozgov. Živi v gozdovih in parkih Evrope ter severnih in zmernih območjih Azije. Zgoraj je rjav, spodaj ima na rumenkasto beli podlagi rjave lise. Samec se glasno oglaša in pri tem napev po navadi trikrat ponovi. Gnezdi na drevju in grmovju. prehranjuje se z žuželkami, jagodičevjem in sadeži. Severne populacije se selijo do Severne Afrike in Jugozahodne Azije.